# Kaspar Aßhoff
Kaspar Aßhoff (* 20. Juni 1898 in Oberense, Kreis Soest; † 26. April 1945 in Berlin) war Mitbegründer und erster Hauptgeschäftsführer des Reichsinnungsverbandes des Kraftfahrzeughandwerks in Berlin (heute: Zentralverband Deutsches Kraftfahrzeuggewerbe).

## Leben
Kaspar Aßhoff wurde als ältester Sohn und zweites von sechs Geschwistern geboren, seine Eltern waren Landwirte und Gutsbesitzer. Nach seinem Abitur 1915 am Mariengymnasium Werl nahm er als Leutnant am Ersten Weltkrieg teil.
Von 1917 bis 1919 erfolgte das Studium der Rechtswissenschaft an der Westfälischen Wilhelms-Universität zu Münster. Dort trat er 1919 der katholischen Studentenverbindung VKDSt Saxonia Münster im CV bei. 1919 setzte Kaspar Aßhoff sein Studium an der Universität Köln fort, promovierte 1921 zum Doktor der Staatswissenschaften (Dr. rer. pol.) unter dem Dekanat des Professors der Betriebswirtschaftslehre Eugen Schmalenbach. Mit dem Studium in Köln erfolgte 1919 auch der Beitritt zur K.D.St.V. Rappoltstein (Straßburg) Köln.
Beruflich war Aßhoff von 1926 an zunächst als Geschäftsführer des „Westfälisch-lippischen Handwerkes“ in Dortmund tätig. Am 1. Mai 1935 gründete er zusammen mit Friedrich Stupp den Reichsinnungsverband des Kraftfahrzeughandwerks in Berlin und war deren erster Hauptgeschäftsführer. Die Vorläuferorganisation des heutigen Zentralverband Deutsches Kraftfahrzeuggewerbe vertrat damit erstmals das Kfz-Handwerk als eigenständiges Handwerk.
Während des Zweiten Weltkrieges war Aßhoff weiter in seiner Funktion für den Innungsverband tätig. Während seine Familie bei Kriegsende evakuiert wurde, blieb Kaspar Aßhoff bis zur Einnahme Berlins ebendort, kam unter ungeklärten Umständen am 26. April 1945 zu Tode. Gerüchtehalber wurde er in den letzten Kriegstagen beim Versuch, eigenmächtig Berlin zu verlassen, in Spandau von Einsatzkommandos der Waffen-SS aufgegriffen und erhängt.